# Municipio Minatitlán (Colima)
Koordinaten: 19° 23′ N, 104° 3′ W
Minatitlán ist ein Municipio im mexikanischen Bundesstaat Colima. Das Municipio bedeckt eine Fläche von 416,1 km² und hatte beim Zensus 2010 8174 Einwohner. Verwaltungssitz und größter Ort des Municipios ist das gleichnamige Minatitlán.
Von wirtschaftlicher Bedeutung sind vor allem Landwirtschaft und Eisen-Bergbau.
Das Municipio grenzt an die Municipios Colima, Villa de Álvarez, Coquimatlán und Manzanillo sowie an den Bundesstaat Jalisco.